# Bramhadevanmadu, Sindgi
Bramhadevanmadu là một làng thuộc tehsil Sindgi, huyện Bijapur, bang Karnataka, Ấn Độ.